# Yauli (tỉnh)
Tỉnh Yauli (tiếng Tây Ban Nha: Provincia de Yauli) là một tỉnh thuộc vùng Junín của Peru. Tỉnh Yauli có diện tích 3617 km², dân số thời điểm theo điều tra dân số ngày 11 tháng 7 năm 1993 là 65229 người. Tỉnh lỵ đóng ở La Oroya.